# Административное деление Молдавской ССР на 1 января 1955 года
Молдавская ССР по состоянию на 1 января 1955 года делилась на районы и города республиканского подчинения:
- общее число районов — 60
- общее число сельсоветов — 700
- общее число городов — 15, в том числе городов республиканского подчинения — 7
- столица Молдавской ССР — город Кишинёв

Районы
- Атакский район (15 сельсоветов, центр — село Атаки)
- Баймаклийский район (14 сельсоветов, центр — село Баймаклия)
- Бельцкий район (15 сельсоветов, центр — город Бельцы)
- Бендерский район (8 сельсоветов, центр — город Бендеры)
- Болотинский район (14 сельсоветов, центр — село Болотино)
- Бравичский район (12 сельсоветов, центр — село Бравича)
- Братушанский район (11 сельсоветов, центр — село Братушаны)
- Бричанский район (7 сельсоветов, центр — пгт Бричаны)
- Бульбокский район (16 сельсоветов, центр — село Новые Анены)
- Вадул-луй-Водский район (14 сельсоветов, центр — село Ваду-луй-Воды)
- Вертюжанский район (13 сельсоветов, центр — село Вертюжаны)
- Волонтировский район (8 сельсоветов, центр — село Волонтировка)
- Вулканештский район (15 сельсоветов, центр — село Вулканешты)
- Глодянский район (11 сельсоветов, центр — село Глодяны)
- Григориопольский район (9 сельсоветов, центр — пгт Григориополь)
- Дрокиевский район (11 сельсоветов, центр — пгт Дрокия)
- Дубоссарский район (12 сельсоветов, центр — город Дубоссары)
- Единецкий район (10 сельсоветов, центр — пгт Единцы)
- Згурицкий район (14 сельсоветов, центр — село Згурица)
- Кагульский район (10 сельсоветов, центр — город Кагул)
- Кайнарский район (11 сельсоветов, центр — село Тараклия)
- Каларашский район (15 сельсоветов, центр — город Калараш)
- Каменский район (11 сельсоветов, центр — пгт Каменка)
- Конгазский район (9 сельсоветов, центр — село Конгаз)
- Карпиненский район (16 сельсоветов, центр — село Карпинены)
- Каушанский район (11 сельсоветов, центр — село Новые Каушаны)
- Киперченский район (10 сельсоветов, центр — село Киперчены)
- Кишинёвский район (10 сельсоветов, центр — село Дурлешты)
- Кишкаренский район (11 сельсоветов, центр — село Кишкарены)
- Комратский район (9 сельсоветов, центр — село Комрат)
- Корнештский район (11 сельсоветов, центр — село Корнешты)
- Котовский район (16 сельсоветов, центр — пгт Котовск)
- Котюжанский район (14 сельсоветов, центр — село Котюжаны)
- Криулянский район (11 сельсоветов, центр — село Криуляны)
- Леовский район (9 сельсоветов, центр — город Леово)
- Липканский район (11 сельсоветов, центр — пгт Липканы)
- Ниспоренский район (16 сельсоветов, центр — село Ниспорены)
- Окницкий район (8 сельсоветов, центр — пгт Окница)
- Олонештский район (8 сельсоветов, центр — село Олонешты)
- Оргеевский район (12 сельсоветов, центр — город Оргеев)
- Распопенский район (11 сельсоветов, центр — село Распопены)
- Резинский район (14 сельсоветов, центр — город Резина)
- Романовский район (7 сельсоветов, центр — пгт Романовка)
- Рыбницкий район (18 сельсоветов, центр — город Рыбница)
- Рышканский район (14 сельсоветов, центр — пгт Рышканы)
- Скулянский район (11 сельсоветов, центр — село Скуляны)
- Слободзейский район (7 сельсоветов, центр — село Слободзея)
- Сорокский район (13 сельсоветов, центр — город Сороки)
- Страшенский район (14 сельсоветов, центр — село Страшены)
- Сусленский район (11 сельсоветов, центр — село Суслены)
- Сынжерейский район (12 сельсоветов, центр — село Сынжерей)
- Тараклийский район (5 сельсоветов, центр — пгт Тараклия)
- Теленештский район (14 сельсоветов, центр — пгт Теленешты)
- Тираспольский район (13 сельсоветов, центр — город Тирасполь)
- Тырновский район (11 сельсоветов, центр — село Тырново)
- Унгенский район (12 сельсоветов, центр — город Унгены)
- Фалештский район (13 сельсоветов, центр — город Фалешты)
- Флорештский район (15 сельсоветов, центр — город Флорешты)
- Чадыр-Лунгский район (8 сельсоветов, центр — пгт Чадыр-Лунга)
- Чимишлийский район (9 сельсоветов, центр — село Чимишлия)

Городские поселения республиканского подчинения
- Бельцы
- Бендеры
- Кагул
- Кишинёв
  - Красноармейский район
  - Ленинский район
  - Сталинский район
- Оргеев
- Сороки
- Тирасполь